# بيورن بورغ
بيورن رون بورغ (بالسويدية: Björn Borg)‏ بالسويدية : [bjœ : ɳ bɔrj]، ولد في 6 يونيو عام 1956، هو لاعب كرة مضرب سويدي، وهو المصنف الأول على العالم سابقاً ضمن رابطة محترفي كرة المضرب، ولقد استطاع بورغ الحصول على إحدى عشر لقب بطولة جراند سلام، 6 في بطولة فرنسا المفتوحة وكانت في أعوام 1974، 1975، 1978، 1979، 1980، 1981، و5 في بطولة ويمبلدون وكانت في أعوام 1976، 1977، 1978، 1979، 1980، واستطاع الوصول أربع مرات لنهائي بطولة أمريكا المفتوحة في أعوام 1976، 1978، 1980، 1981 لكنه لم يستطع الحصول على اللقب.
يحمل بورغ أرقاماً قياسية عدة من أهمها أنه حصل على لقب بطولة ويمبلدون خمس مرات على التوالي في منافسات الفردي وهو رقم قياسي لم يحطم لكن تمت معادلته من قبل السويسري روجر فيدرير، أربعة ألقاب في بطولة فرنسا المفتوحة على التوالي في منافسات الفردي وهو رقم قياسي لم يحطم لكن تمت معادلته من قبل الأسباني رافاييل نادال، يعتبر بورغ واحداً من أعظم من لعب كرة المضرب على الإطلاق.
خلال مسيرته القصيرة نسبيا في رابطة محترفي كرة المضرب، فاز بورغ ب41 بالمئة من مشاركاته في بطولات الجراند سلام (11 من 27)، و89,9 بالمئة كانت نسبة فوزه في البطولات الأربعة الكبرى، لقد دخل بورغ سجلات التاريخ من اوسع أبوابه فهو واللاعب رافاييل نادال الوحيدان اللذان استطاعا الفوز بلقبي ويمبلدون وفرنسا المفتوحة في العام نفسه لأكثر من مرة.